# Auxiliar sanitari
En l’ àmbit sanitari, un auxiliar d’infermeria o assistent sanitari) és un auxiliar d’ hospital el treball del qual consisteix en ajudar el personal mèdic i d’infermeria en les diverses intervencions mèdiques i d’infermeria, en que puguin esdevenir. Aquests intervencions poden anar de tasques molt especialitzades fins a tasques rutinàries que no comporten cap risc per al pacient: canvi de llençols, netejant el llit i la taula del pacient, ajudar-lo a menjar, tallar-li les ungles, canvi de posició del pacient, entubar-lo i monitorar dispositius d'ajuda respiratòria, buidar bosses, ampolles urinàries i palanganes pèlviques, recollir mostres de sang, orina i femta, etc...

## Nivells d'especialització
Es descriu als auxiliars sanitaris com a assistents hospitalaris no autoritzats que reben instruccions de realitzar funcions delegades sota la supervisió directa d’un metge autoritzat en l’àmbit sanitari. El paper més alt d’un auxiliar sanitari és el d’assistent d’operacions quirúrgiques. Un assistent d’operacions requereix persones que tinguin coneixements en terminologia mèdica avançada i que ajudin a configurar cirurgies especialitzades, i normalment un assistent d’operacions entén més sobre els procediments quirúrgics que una infermera registrada que treballa fora de les sales d'operacions. Un ajudant d’operacions és un ajudant directe de metges de nivell consultor més que d’infermeres.
Als Estats Units, els auxiliars sanitaris han estat eliminats progressivament dels centres sanitaris en els darrers anys i les seves funcions ara són substituïdes per l’ assistent d’atenció al pacient i l’assistent d’infermeria certificat. Segueixen sent habituals al Canadà i altres països.
Als hospitals del Regne Unit els auxiliars sanitaris eren coneguts com a "attendants" (principalment en els manicomis), però aquest paper s'ha anat eliminant. El paper més proper que queda per a un ajudant d’hospital masculí com a auxiliar sanitari, és més aviat un rol logístic, que ajuda a moure el pacients i equips per l’hospital. Això no s'ha de confondre amb els assistents sanitaris que són bàsicament cuidadors de pacients (sense qualificació ni llicència professional) i que poden ser d'ambdós sexes.

## Detalls de la feina
Els auxiliars sanitaris solen utilitzar-se en diversos departaments hospitalaris. Les funcions ordenades poden variar en funció de l’àrea del centre sanitari. Per aquest motiu, les funcions poden anar des d’ajudar a la contenció física dels pacients combatius, ajudar els metges amb l’aplicació de motlles d'escaiola, transportar pacients, afaitar-los i proporcionar una atenció personal de rutina similar a la creació d’equips hospitalaris especialitzats.
Els auxiliars sanitaris es solen trobar en serveis d’urgències, sales d'operacions, psiquiatria, cures de llarga durada i ortopèdia, on realitzen les tasques bàsiques:
1. Neteja i cura de el cos del pacient
2. Ajudar a menjar als pacients que ho necessitin
3. Assistència en el procés de rehabilitació del pacient (ajudar-lo a caminar, etc.)
4. Assistència als ATS (infermeria), sobre la base de contracte laboral
5. Ajudes primàries en pacients d'urgències